# Yunlin
Yunlin is een arrondissement (Xiàn) in Taiwan. Het arrondissement Yunlin telde in 2000 bij de volkstelling 723.700 inwoners op een oppervlakte van 1291 km².

## Culturele activiteiten
- Internationaal Muziekfestival Beigang